# Katoličko Selišće
Katoličko Selišće is een plaats in de gemeente Velika Ludina in de Kroatische provincie Sisak-Moslavina. De plaats telt 177 inwoners (2001).